# Washington (Carolina del Norte)
Washington es una ciudad ubicada en el condado de Beaufort en el estado estadounidense de Carolina del Norte. Es sede del condado de Beaufort. La localidad en el año 2000, tenía una población de 9.583 habitantes en una superficie de 17.7 km², con una densidad poblacional de 569.6 personas por km².

## Geografía
Washington se encuentra ubicada en las coordenadas 35°42′55″N 79°48′47″O / 35.71528, -79.81306. Según la Oficina del Censo, la localidad tiene un área total de 17,7 km² (6,8 mi²), de la cual 16,8 km² (6,5 mi²) es tierra y 0,9 km² (0,3 mi²) es agua.

### Localidades adyacentes
El siguiente diagrama muestra a las localidades en un radio de 24 kilómetros (14,9 mi) de Washington.

## Demografía
En el 2000 la renta per cápita promedia del hogar era de $22.057, y el ingreso promedio para una familia era de $30.280. El ingreso per cápita para la localidad era de $14.319. En 2000 los hombres tenían un ingreso per cápita de $26.053 contra $21.641 para las mujeres. Alrededor del 28.70% de la población estaba bajo el umbral de pobreza nacional.